# SendCloud
Sendcloud és una plataforma d'enviament de comerç electrònic holandesa. L'empresa és un proveïdor de serveis d'enviament que integra empreses de comerç electrònic amb transportistes per automatitzar el procés de lliurament mitjançant programari.
El 2019, Sendcloud va aconseguir una facturació de 44 milions d'euros. La valoració estimada de l'empresa és de 750 milions de dòlars.

## Visió general
Sendcloud va ser fundada el 2012 per Rob van den Heuvel (ara CEO de Sendcloud), Bas Smeulders (CFO), Sabi Tolou (CCO).
L'empresa va obrir la seva primera oficina a Eindhoven, Països Baixos, on es va fundar el negoci.
El 2015, Sendcloud es va llançar a Bèlgica i Alemanya. L'empresa ha rebut una inversió de Sanoma Ventures.
L'any 2019, la companyia es va posar en marxa a Espanya.
El 2020, Sendcloud va entrar a Itàlia i al Regne Unit.
El 2021, la companyia va recaptar 150 milions d'euros en una ronda Sèrie C liderada per SoftBank amb la participació de L Catterton i HPE Growth.